# Кашмэн, Полин
Полин Кашмэн (англ. Pauline Cushman; 10 июня 1833 — 2 декабря 1893) — американская актриса и шпионка Армии Союза во время Американской гражданской войны. Считается одним из наиболее успешных шпионов этой войны.

## Биография
Харриэт Вуд (англ. Harriet Wood), позже взявшая себе сценическое имя Полин Кашмэн, родилась в Новом Орлеане, Луизиана. Она была дочкой испанского торговца и француженки, внучкой одного из солдат Наполеона Бонапарта. Вместе с братом Уильямом Харриэт выросла в Гранд-Рапидсе, штат Мичиган, куда её родители приехали, чтобы вести торговлю с индейцами. Сценический дебют Харриэт состоялся в Луисвилле в 1862 году; на тот момент город был занят Армией Союза. Сценическое имя Харриэт взяла себе, уехав в Нью-Йорк.
На протяжении жизни она была замужем за Джере Фраером, Чарльзом Дикинсоном, Скоттом Гэбби и Аугустом Фичтнером, родила детей Чарльза и Иду, удочерила девочку по имени Эмма.
После одного из выступлений на севере два конфедерата заплатили Кашмэн, чтобы она произнесла тост за президента конфедератов, Джефферсона Дэвиса. Несмотря на призывы отказаться, она решила войти в доверие, произнеся тост, и предложить союзникам свои услуги в качестве шпионки.
Общаясь с командирами конфедератов, она доставала планы битв и выносила их в обуви, но была дважды поймана в 1864 году, приведена к генералу Брэкстону Брэггу и приговорена военным судом к повешению. Кашмэн изображала сильное недомогание, вследствие чего казнь отложили; повешение отменили, когда территорию захватили войска северян. Дважды Кашман была ранена.
Согласно отдельным отчётам, она вернулась на юг как шпионка, одетая в мужскую униформу. Генерал Джеймс Гарфилд наградил её временным званием майора, а президент Авраам Линкольн сделал её почётным майором за службу государству, вследствие чего актриса стала известна как «мисс майор Паулин Кашмэн». К концу войны в 1865 году она ездила по стране, читая лекции о своих шпионских подвигах.
Последние годы жизни получала пенсию за мужа, работавшего шерифом, шила одежду и выполняла работу по дому. Страдала от ревматизма и артрита, стала зависимой от обезболивающих лекарств и покончила с собой, приняв большую дозу морфина. На момент смерти носила имя Паулин Фраер.
Похоронена со всеми воинскими почестями. На могиле высечена эпитафия: «Паулин Фраер — шпионка союзников» (англ. Pauline C. Fryer, Union Spy).

### Статьи
- Herringshaw, Thomas William. 1909. «Cushman, Pauline». Herringshaw’s National Library of American Biography: Contains Thirty-Five Thousand Biographies of the Acknowledged Leaders of Life and Thought of the United States; Illustrated with Three Thousand Vignette Portraits.